# 中国戏曲节
中国戏曲节是由香港康乐及文化事务署举办的戏曲展演项目，2010年6月举办了第一届，从6月4日至7月21日为期48天。香港康乐及文化事务署计划由2010年起每年在香港举办「中国戏曲节」。

## 2010中国戏曲节
2010年中国戏曲节展演包括京剧、潮剧、川剧、越剧、昆剧、粤剧、正字戏及莆仙戏八个剧种，以及广东经典说唱曲艺南音在内的九种戏曲派别，分别由来自内地与香港两地的十二个著名剧团参与演出。演出的剧目都是该戏曲派别的经典之作，如程派代表作《锁麟囊》、潮剧名作《闹钗》、正字戏经典《百花赠剑》、莆仙戏传统保留剧目《春草闯堂》等等。